# Pozziella
Pozziella is een geslacht van sponsdieren uit de klasse van de Demospongiae (gewone sponzen).

## Soorten
- Pozziella aperta (Topsent, 1920)
- Pozziella cerilla Díaz-Agras, 2008
- Pozziella clavisaepta Topsent, 1896
- Pozziella lueteri Díaz-Agras, 2008
- Pozziella neuhausi Díaz-Agras, 2008